# Assembleia Legislativa da República de El Salvador
A Assembleia Legislativa da República de El Salvador (em espanhol: Asamblea Legislativa) é o órgão que exerce o poder legislativo do Estado de El Salvador.

## História
A organização foi fundada em 1824 como o Congresso Federal Centroamericano (em espanhol: Congreso Federal Centroamericano).

## Composição e funções
Sob a atual Constituição de El Salvador, a Assembleia de El Salvador é um órgão colegiado de câmara. É constituída por 60 deputados, todos eleitos diretamente pelo voto popular no sistema de representação proporcional, por um período de três anos e são elegíveis para a reeleição imediata por tempo indeterminado. 
Entre as principais tarefas do órgão definidas pelo artigo 131 da Constituição salvadorenha estão: 
- Aprovar, alterar, revogar e interpretar as leis da República;
- Ratificar os tratados ou acordos celebrados entre o Estado de El Salvador com outros Estados ou organizações internacionais;
- Controlar as ações do órgão executivo;
- Definir impostos e contribuições em partes iguais e adotar um orçamento anual de receitas e despesas da Administração Pública de El Salvador;
- Eleger os juízes da Suprema Corte, os juízes do Tribunal Superior Eleitoral os juízes do Tribunal da Contas da República, o Procurador-Geral do Instituto, o Gabinete do Procurador Geral, da Procuradoria de Defesa Direitos Humanos, e os membros do Conselho Nacional de Justiça.

Além disso, o legislador pode alterar a Constituição, seguindo o processo estabelecido no artigo 248 da Constituição do país. De acordo com o artigo 126 da Constituição, em El Salvador, os requisitos para ser um membro do órgão são: 
- Ter mais de 25 anos de idade.
- Ser um cidadão salvadorenho por nascimento.
- Ser notável em honestidade e instrução.
- Não haver perdido os direitos de cidadão nos cinco anos anteriores à eleição.

Em 1 de junho de 2023, o presidente salvadorenho Nayib Bukele apresentou uma proposta à Assembleia Legislativa para reduzir o número dos assentos de 84 para 60. A proposta foi aprovada pela Assembleia Legislativa em 7 de junho de 2023 e entrará em vigor em 1 de maio de 2024.

## Outros parlamentos
El Salvador também elege 20 deputados para o Parlamento Centro-Americano supranacional, igualmente eleitos de acordo com a representação proporcional de lista aberta a partir de uma única circunscrição nacional.